# Coenagrion castellani
Coenagrion castellani là một loài chuồn chuồn kim trong họ Coenagrionidae.
Coenagrion castellani được miêu tả khoa học năm 1948 bởi Roberts.